# Mohammed Timoumi
Mohammed Timoumi (àrab: محمد تيمومي, Muḥammad Tīmūmī) (Rabat, Marroc, 15 de gener de 1960) és un exfutbolista marroquí.
Fou nomenat Futbolista africà de l'any l'any 1985. Participà amb la selecció del Marroc a la Copa del Món de Mèxic 1986. Pel que fa a clubs, jugà al FAR Rabat, amb qui guanyà la Lliga de Campions de la CAF, i al Reial Múrcia CF (temporada 1986/1987, 29 partits, 2 gols).